# Konstantin Türnpu

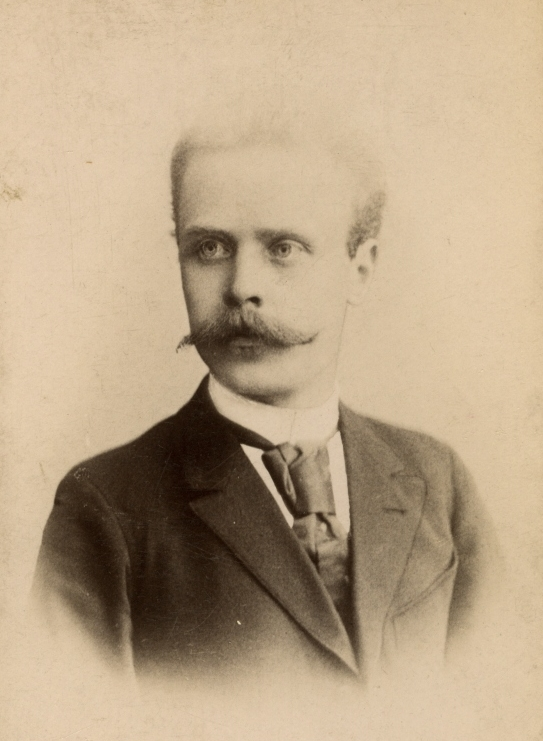
Konstantin Türnpu. Odaterat fotografi, före 1900 1900

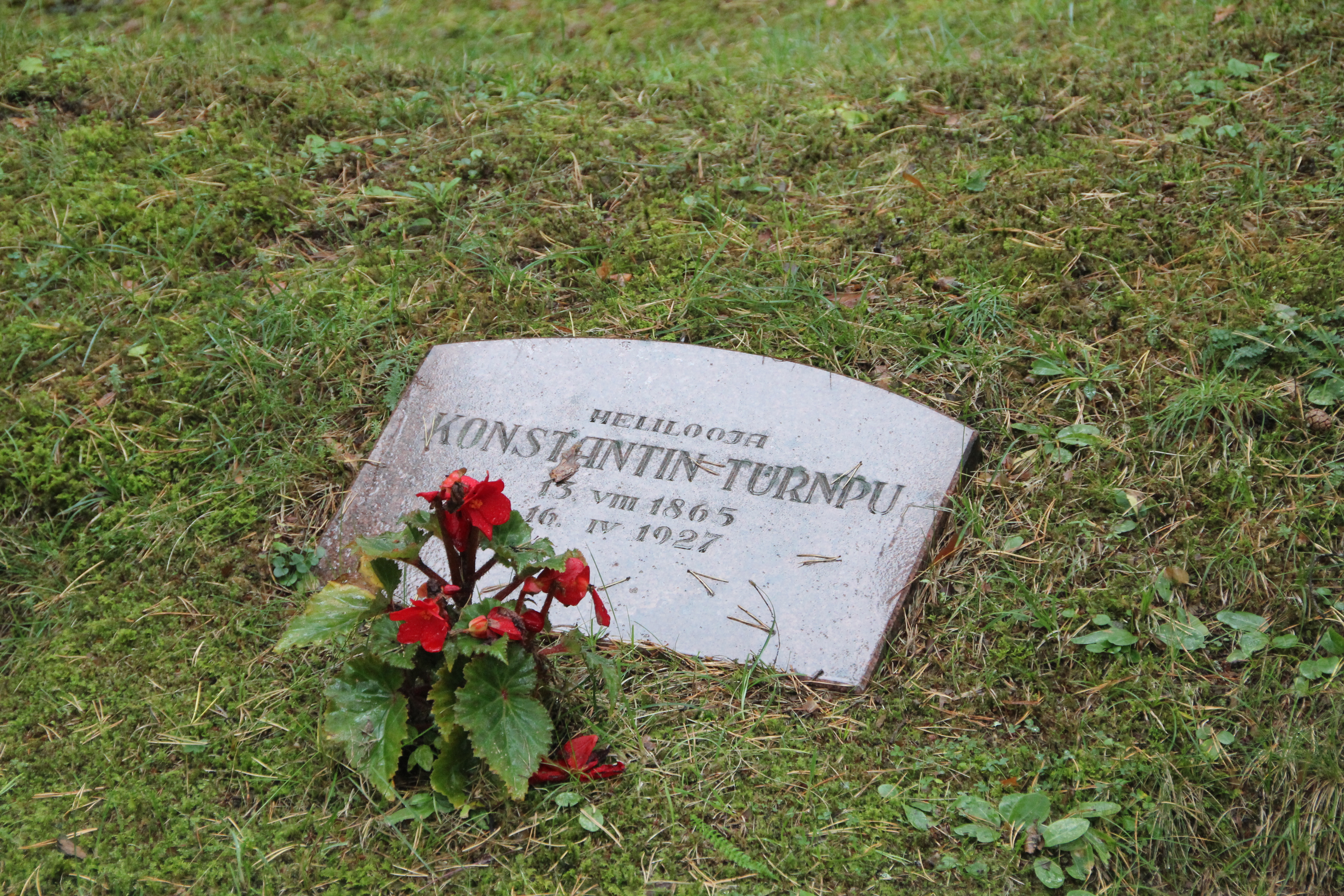
Konstantin Türnpus gravsten på kyrkogården i Kopli.

Konstantin Türnpu, född 13 augusti 1865 på godset Klooga i Harjumaa i Estland, död 16 april 1927 i Tallinn, var en estnisk tonsättare, kördirigent och organist.
Konstantin Jakob Türnpu föddes i en familj där fadern Jaan Türnbaum var mjölkbonde. Han gick i tysk skola i Tallinn. Redan i ungdomsåren bildade han sin första kör och tidigt upptäcktes hans musikaliska talang. År 1884 blev han dirigent i den ansedda manskören Lootus i Tallinn, som verkade mellan 1877 och 1940.
Från 1886 till 1891 studerade Türnpu orgel för Louis Homilius och komposition för Julius Johannsen vid musikkonservatoriet i Sankt Petersburg. Åren 1891–1892 fortbildade han sig till kördirigent i Berlin. Från 1892 var han organist i Nikolaikyrkan (Niguliste kirik)  i Tallinn. Där ledde han flera välkända tallinnkörer.
Türnpu är främst känd som tonsättare. Han har komponerat ett 60-tal körverk samt solosånger. Han skrev även några välkända estniska patriotiska sånger till texter av bland andra Lydia Koidula, Carl Robert Jakobson och Ado Reinvald.